# Vandenberg Space Force Base

i7
i11
i13

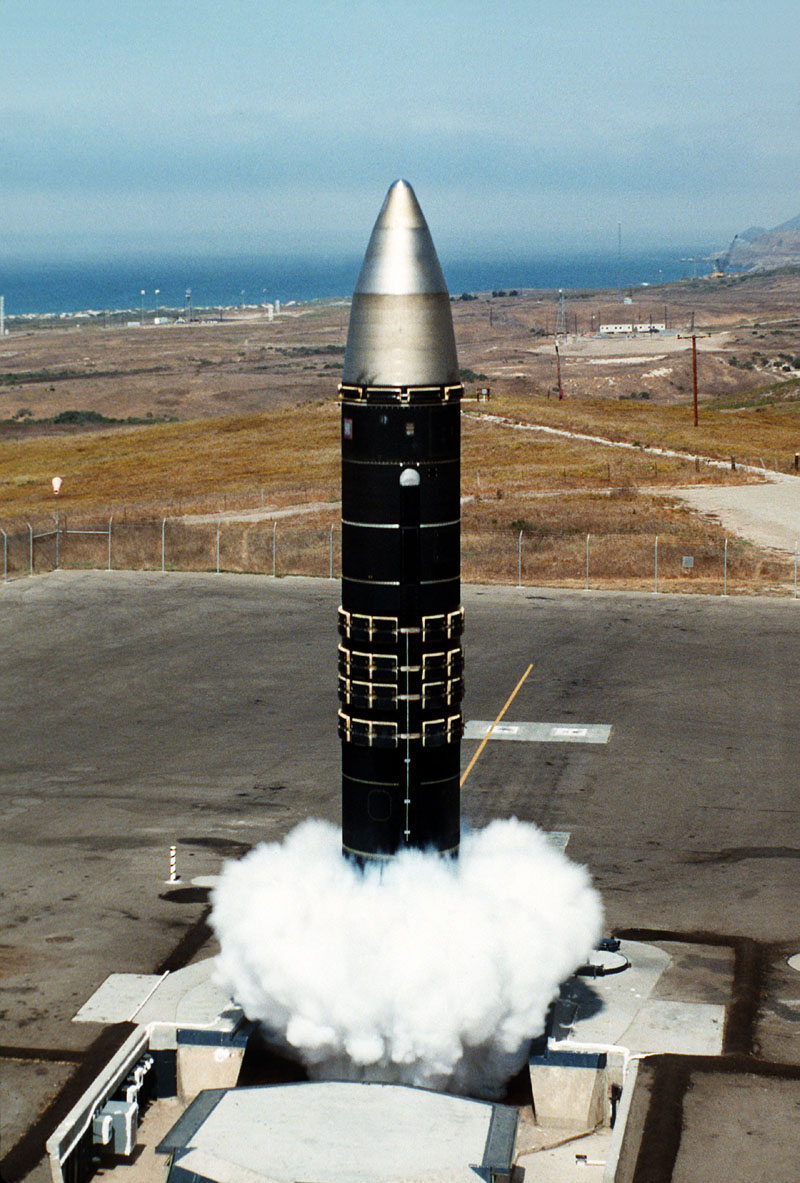
Start einer Peacekeeper-Interkontinentalrakete in Vandenberg

Die Vandenberg Space Force Base (VSFB, bis April 2021 Vandenberg Air Force Base, IATA-Code: VBG, ICAO-Code: KVBG) ist eine Luftwaffenbasis der US Air Force, die auch von der US Space Force genutzt wird. Sie erstreckt sich über etwa 40 Kilometer entlang an der kalifornischen Pazifikküste zwischen Los Angeles und San Francisco und dient ausschließlich als Raketenstartplatz. Die Basis wird auch als Weltraumbahnhof für zivile Starts der NASA und für den Start kommerzieller Satelliten genutzt. Der erste Orbitalstart erfolgte am 28. Februar 1959, wobei der Erdsatellit Discoverer 1 in eine polare Erdumlaufbahn gebracht wurde. Die VSFB ist nach General Hoyt S. Vandenberg benannt.
Zu statistischen Zwecken wurde die Basis als census-designated place (CDP) mit 3559 Einwohnern (Stand: 2020) erfasst.

## Allgemeines
Vandenberg ist neben der Cape Canaveral Space Force Station, dem Kennedy Space Center und der Mid-Atlantic Regional Spaceport einer der vier wichtigsten Weltraumbahnhöfe in den USA. 
Er wurde gebaut, da Satelliten mit einer Bahnneigung von mehr als 56 Grad nicht von dem an der Ostküste gelegenen Cape Canaveral aus gestartet werden konnten, weil die Raketen nicht mehr das Meer, sondern das Festland hätten überfliegen müssen. Man sah sich deshalb nach einem Standort für eine weitere Basis um, die für Polarbahnen und sonnensynchrone Bahnen geeignet ist. Von Vandenberg wird nach Süden gestartet, in einem Azimutbereich von 158° bis 201°. Dadurch ergeben sich mögliche Bahnneigungen von 70° bis 104°.
In Vandenberg gibt es insgesamt 50 Startrampen; die Hälfte davon besteht aus Silos für unterirdische Starts.

## Geschichte

### Camp Cooke
Camp Cooke (1941–1953) war ein US-amerikanisches Ausbildungslager. 1941 benötigte die United States Army mehr und bessere Ausbildungsstätten für das Training ihrer Infanterie-Einheiten. Im März 1941 erschloss die United States Army ein Gelände mit 350 km² Farmland entlang der kalifornischen Küste zwischen Lompoc und Santa Maria. Ein Großteil des Landes wurde käuflich erworben, kleinere Stücke auch gepachtet, geleast oder enteignet. Wegen seiner flachen Plateaus, den umgebenden Wäldern, den vielen Canyons und der Abgelegenheit war sich die United States Army sicher, einen geeigneten Platz für ihre Zwecke gefunden zu haben.

### Das Lager
Der Bau des Armeelagers begann im September 1941. Die United States Army nahm dieses Lager schon Monate vor seiner eigentlichen Fertigstellung am 5. Oktober 1941 in Betrieb. Es wurde zu Ehren des Major General Phillip St. George Cooke Camp Cooke genannt. Obwohl das Lager erst 1942 komplett fertiggestellt wurde, wurde schon vorher dort trainiert. Die 5. Amerikanische Panzerdivision wurde im Februar und März in das Camp verlegt.
Neben der
- 5th Armored Division
- 6th Armored Division
- 11th Armored Division
- 13th Armored Division
- 20th Armored Division
- 86th Infantry Division
- 97th Infantry Division

und dem 2. Philippinischen Infanterieregiment durchliefen viele Einheiten diese Ausbildungsstation. Insgesamt durchliefen über 400 unterschiedliche Einheiten das Camp Cooke vor ihrer Verschiffung nach Europa oder Asien.

### Das Kriegsgefangenenlager
Im Verlaufe des Krieges waren deutsche und italienische Kriegsgefangene in Camp Cooke inhaftiert. Beide Gruppen wurden in Übereinstimmung mit den Genfer Konventionen getrennt verwahrt. Es wurden ihnen u. a. Arbeiten bei der Post, als Geistliche, in der Landwirtschaft und bei der Instandhaltung zugewiesen.

### Das Gefängnis
1946 wurde auf dem Gelände ein Hochsicherheitstrakt für die United States Army eingerichtet. Militärgefangene aus allen Teilen der Armee waren dort inhaftiert. Als Camp Cooke im Juni 1946 geschlossen wurde, erhielt das Aufsichtspersonal gleichzeitig die Pflicht zur Instandhaltung der gesamten Anlage. Fast das gesamte Gelände wurde als Acker- und Weideland verpachtet.

### Das Lager im Korea-Krieg
Mit dem Ausbruch des Koreakrieges wurde das Lager reaktiviert. Von August 1950 bis Februar 1953 diente Camp Cooke als Ausbildungslager für Einheiten, die in den Koreakrieg zogen und als Sommertrainingslager für Reserveeinheiten. Am 1. Februar 1953 wurde das Lager erneut geschlossen. Das Militärgefängnis wurde im August 1959 an die Federal Bureau of Prisons übergeben. Heute ist es als „United States Penitentiary“ in Lompoc bekannt.

### Cooke Air Force Base
Am 16. Juni 1956 erhielt die US Air Force vom US-Verteidigungsministerium einen Teil von Camp Cooke und benannte ihn in Cooke Air Force Base. Am 1. Juli 1957 war die 704th Strategic Missile Wing als erste US-Raketeneinheit mit Interkontinentalraketen einsatzbereit. Am 4. Oktober 1958 wurde die Cooke AFB zu Ehren des General Hoyt S. Vandenberg in Vandenberg AFB umbenannt.
Die erste Rakete in Vandenberg, eine Thor Mittelstreckenrakete (englisch Intermediate Range Ballistic Missile, IRBM), wurde am 16. Dezember 1958 gestartet. Zwei Monate später, am 28. Februar 1959, wurde mit einer Thor/Agena-Rakete der Satellit Discoverer 1, der erste die Erde in einer polaren Umlaufbahn umkreisende Satellit, gestartet.
Der erste Start einer Atlas-Rakete war am 9. September 1959. Danach folgten zahlreiche Atlas-Agena-Raketen, unter anderem im Rahmen des Missile Defense Alarm System (MIDAS). 1961 folgten Starts von Titan I- und später von Titan-II-Interkontinentalraketen (engl. Inter Continental Ballistic Missile, ICBM).

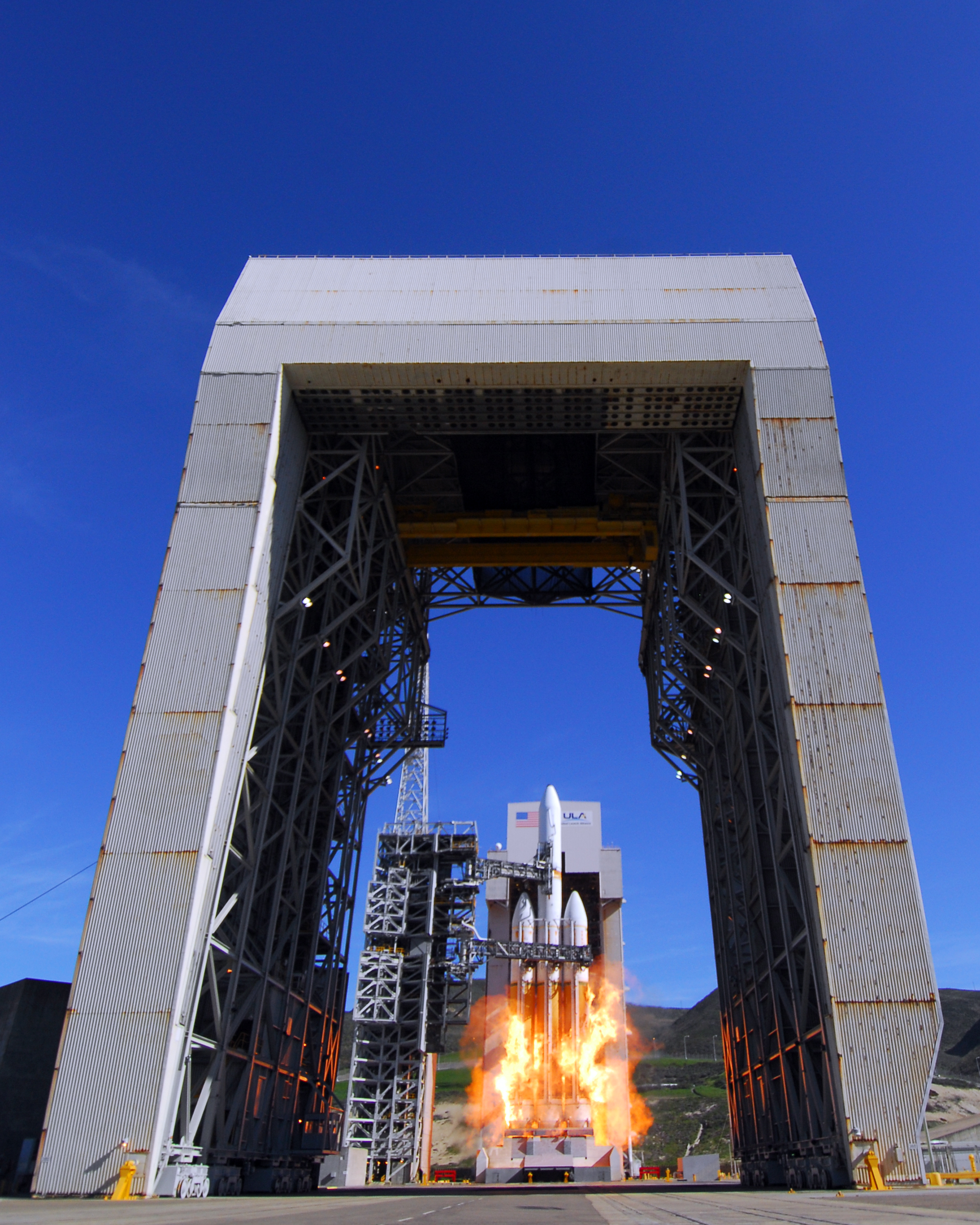
Erster Start einer Delta IV Heavy von SLC-6

Durch den Erwerb der beiden Atolle Eniwetok und Kwajalein wurde das Startgebiet am 1. Juli 1960 im pazifischen Raum (Pacific Missile Range) erweitert und zur Unterstützung der VAFB benutzt.
Am 10. August 1960 startete eine Thor/Agena-A-Rakete mit dem Satelliten Discoverer 13. Einen Tag später wurde eine Kapsel abgeworfen und kehrte zur Erde zurück. Mit dieser Mission wurde zum ersten Mal ein Flugkörper aus dem Orbit wieder im Pazifik geborgen.
Am 3. Mai 1961 wurde zum ersten Mal eine Titan-I-Rakete unterirdisch aus einem Silo auf der VAFB gestartet.
Am 28. September 1962 starteten erste Flugtests mit den mit Festtreibstoff betriebenen Minuteman I ICBM Raketen.
Den Kommunikationssatelliten Echo 2 startete die NASA am 25. Januar 1964 mit einer Thor-Agena-B-Rakete. Während dieser Mission wurde eine Funkverbindung von England zur UdSSR hergestellt. Dieses war die erste Zusammenarbeit in der Weltraumforschung zwischen der Sowjetunion und der USA.
Im Juni 1983 folgten Starts der Peacekeeper (MX) ICBM, der Titan IV im März 1991, der Pegasus im April 1995, sowie der Delta-Raketen im Februar 1996.
Am 1. Juli 1964 wurde das südlich gelegene Marinegelände Point Arguello in die Vandenberg AFB eingegliedert. Darunter fielen auch die dortigen Startanlagen, denen 1966 neue Bezeichnungen gegeben wurden.
In den Jahren 1966 bis 1969 entwickelte die US Air Force am Startkomplex VAFB SLC-6 ein bemanntes Weltraumlabor (Manned Orbiting Laboratory, MOL), das mit einer Titan-III-Rakete ein zum Weltraumlabor umgebautes Gemini-B-Raumschiff in eine Umlaufbahn befördern sollte. Aus finanziellen Gründen wurde dieses Projekt jedoch ohne einen Start vom damaligen Präsidenten Nixon eingestellt.
Im Januar 1979 wurde der Startkomplex SLC-6 für ca. 4 Milliarden Dollar für das Space-Shuttle-Programm umgebaut. Die Lage der Startanlage erlaubte es im Gegensatz zum Kennedy Space Center in Florida auch polare Umlaufbahnen zu erreichen. Die Startanlage war soweit fertiggestellt, dass die Raumfähre Enterprise zusammen mit einem Außentank und zwei Feststoffraketen zu Versuchszwecken auf der Startrampe stand. Bedingt durch die Challenger-Katastrophe wurde das Projekt jedoch gestrichen, so dass es zu keinem Space-Shuttle-Start von Vandenberg aus kam.
Zwischen 1999 und 2006 wurde der Startkomplex SLC-6 erneut umgebaut. Am 28. Juni 2006 startete dort die erste Delta-IV-Rakete. Bis 2022 wurden insgesamt 10 Delta IV gestartet. Der letzte Start erfolgte am 24. September 2022. Seitdem ist der SLC-6 erneut inaktiv.
Auf dem Gelände befindet sich ein Denkmal zur Erinnerung an die Schiffskatastrophe bei Honda Point vom 8. September 1923, den größten Schiffsverlust der United States Navy im Frieden.

## Startrampen
| Startrampe Raketentypen | Typ                               | Startplätze | Betriebsjahre | Anmerkungen                                                                                                |
| --- | --------------------------------- | ----------- | ------------- | --- |
| Bomarc Complex Bomarc |                                   | 2           | 1966–1982     | |
| Launch Complex 395 (LC-395) Titan I, Titan II                                                                                                  | Silo                              | 6           | 1961–1976     | |
| Launch Complex 576 (LC-576) Atlas D, Atlas E, Atlas F, Taurus                                                                                  |                                   | 11          | seit 1957     | |
| Launch Complex 4300 (LC-4300) Blue Scout Junior, Thor Burner                                                                                   |                                   | 2           | 1963–1967     | |
| Launch Complex A (LC-A) Asp, Astrobee, Black Brant, Dac Roc, Honest John, Javelin, Journeyman Scout, Seagull                                   | Höhenforschungs-Raketenstartplatz | 1           | 1959–1966     | auf ehemaligem Gebiet der Naval Missile Facility at Point Arguello                                         |
| Launch Complex B (LC-B) Astrobee, Cajun, Deacon, Hopi, Terrier, Viper                                                                          | Höhenforschungs-Raketenstartplatz | 1           | 1960–1963     | auf ehemaligem Gebiet der Naval Missile Facility at Point Arguello                                         |
| Launch Emplacement 8 (LE-8) Thor DM-18 |                                   | 1           | 1959–1962     | |
| Launch Facility 02 (LF-02) Minuteman 1, Minuteman 2, Minuteman 3, Peacekeeper                                                                  | Silo                              | 1           | seit 1963     | |
| Launch Facility 03 (LF-03) Minuteman 1, Minuteman 2, Minotaur 2                                                                                | Silo                              | 1           | seit 1963     | |
| Launch Facility 04 (LF-04) Minuteman 1, Minuteman 2, Minuteman 3                                                                               | Silo                              | 1           | seit 1962     | |
| Launch Facility 05 (LF-05) Minuteman 1, Minuteman 2, Minuteman 3, Peacekeeper                                                                  | Silo                              | 1           | seit 1962     | |
| Launch Facility 06 (LF-06) Minuteman 1, Minuteman 3, Minotaur 2                                                                                | Silo                              | 1           | seit 1963     | |
| Launch Facility 07 (LF-07) Minuteman 1, Minuteman 2                                                                                            | Silo                              | 1           | seit 1963     | |
| Launch Facility 08 (LF-08) Minuteman 1, Minuteman 2, Minuteman 3, Peacekeeper, Astrid                                                          | Silo                              | 1           | seit 1963     | |
| Launch Facility 09 (LF-09) Minuteman 1, Minuteman 2, Minuteman 3                                                                               | Silo                              | 1           | seit 1964     | |
| Launch Facility 10 (LF-10) Minuteman 3 | Silo                              | 1           | seit 1987     | |
| Launch Facility 21 (LF-21) Minuteman 2, Minuteman 3, Orbus                                                                                     | Silo                              | 1           | seit 1965     | |
| Launch Facility 22 (LF-22) Minuteman 2, Minuteman 3                                                                                            | Silo                              | 1           | seit 1965     | |
| Launch Facility 23 (LF-23) Minuteman 2, Orbital Boost Vehicle (OBV)                                                                            | Silo                              | 1           | seit 1966     | |
| Launch Facility 24 (LF-24) Minuteman 2 | Silo                              | 1           | seit 1965     | |
| Launch Facility 25 (LF-25) Minuteman 2, Minuteman 3                                                                                            | Silo                              | 1           | seit 1966     | |
| Launch Facility 26 (LF-26) Minuteman 2, Minuteman 3                                                                                            | Silo                              | 1           | seit 1966     | |
| Operational Suitability Test Facility (OSTF) Titan 1                                                                                           | Silo                              | 0           | nie aktiv     | bei Test 1960 zerstört                                                                                     |
| Probe Launch Complex C (PLC-C) Aerobee 170, Tomahawk Sandia                                                                                    | Höhenforschungs-Raketenstartplatz | 1           | seit 1971     | auf ehemaligem Gebiet der Naval Missile Facility at Point Arguello, damalige Bezeichnung LC-C              |
| Silo Launch Test Facility Titan 1 | Silo                              | 1           | 1961          | |
| Space Launch Complex 1 (SLC-1) Thorad Agena D SLV-2G, Thorad Agena D SLV-2H                                                                    | Orbital Launch Site               | 2           | 1959–1971     | |
| Space Launch Complex 2 (SLC-2) Delta, Thor Agena D, Thorad Agena D, Firefly Alpha                                                              | Orbital Launch Site               | 2           | seit 1966     | |
| Space Launch Complex 3 (SLC-3) Atlas E, Atlas F, Atlas H, Atlas IIAS, Atlas / Agena D, Thor Agena D, Thorad Agena D, Atlas V, Vulcan (geplant) | Orbital Launch Site               | 2           | seit 1960     | auf ehemaligem Gebiet der Naval Missile Facility at Point Arguello, damalige Bezeichnung LC-1-1 und LC-1-2 |
| Space Launch Complex 4 (SLC-4) Atlas Agena D, Titan 2, Titan 34, Titan 3, Titan 4, Falcon 9, künftig auch Falcon Heavy                         | Orbital Launch Site               | 2           | seit 1964     | auf ehemaligem Gebiet der Naval Missile Facility at Point Arguello, damalige Bezeichnung LC-2-3 und LC-2-4 |
| Space Launch Complex 5 (SLC-5) Scout A, Scout B, Scout D, Scout F, Scout G                                                                     | Orbital Launch Site               | 1           | 1962–1994     | auf ehemaligem Gebiet der Naval Missile Facility at Point Arguello, damalige Bezeichnung LC-D              |
| Space Launch Complex 6 (SLC-6) Athena-1, Athena-2, Delta IV Medium (Alle Varianten), Delta IV Heavy                                            | Orbital Launch Site               | 1           | 1995–2022     | in den 1960ern und 1970ern für bemannte Raumflüge erstellt, aber nie dafür verwendet                       |
| Space Launch Complex 8 (SLC-8) Minotaur | Orbital Launch Site               | 1           | seit 2000     | |
| Space Launch Complex 10 (SLC-10) Thor Burner, Thor DSV-2U                                                                                      | Orbital Launch Site               | 2           | 1959–1980     | Zum National Historic Landmark erklärt                                                                     |
| TP-01 Peacekeeper, Midgetman | Silo                              | 1           | 1983–1991     | |

## Weltraumoperationszentrum
Seit dem 18. Mai 2005 beherbergt die Vandenberg AFB zudem das Joint Space Operations Center (Gemeinsames Weltraumoperationszentrum) der US-Luftwaffe. Vandenberg ist zudem auch der Sitz des Joint Forces Component Command (JFCC SPACE), das für die Weltraumaktivitäten des United States Strategic Command ebenfalls eine entscheidende Rolle spielt (vgl. Weltraumwaffe, National Missile Defense, National Space Policy).